# Matinta aragog
Espèce
Matinta aragog est une espèce d'araignées aranéomorphes de la famille des Salticidae.

## Distribution
Cette espèce est endémique de Guyane,. Elle se rencontre dans la réserve naturelle nationale de la Trinité.

## Description
Le mâle holotype mesure 6,02 mm.

## Systématique et taxinomie
Cette espèce a été décrite par Matos et Ruiz en 2023.

## Étymologie
Son nom d'espèce lui a été donné en référence à Aragog. 

## Publication originale
- Matos & Ruiz, 2023 : « On the taxonomy of the jumping spider genus Matinta Ruiz & Maddison, 2019, with a taxonomic revision of the vicana species-group (Araneae: Salticidae: Amycini). » Zootaxa, no 5343(2), p. 126-150.